# Courier (書体)
Courier（クーリエ）は、スラブセリフの欧文等幅フォント。1955年にハワード・“バド”・ケトラー（Howard “Bud” Kettler〈1919年〜1999年〉）によって、IBMのタイプライター活字としてデザインされた。今日ではコンピュータ用フォントとして使用できるようになっており、ほとんどのコンピュータにインストールされている。

## 歴史
IBMはCourierという名前を商標登録しなかったため、書体のデザインコンセプトとその名前はパブリックドメインとなっている。いくつかの資料は、IBM Selectric typewriter用の後期バージョンはアドリアン・フルティガーの意見を取り入れて開発されたとしているが、Paul Shawは、フルティガーが自らの書体UniversをSelectricシステム用にアレンジしたことと混同していると書いている 。発表年については1955年か1956年かで資料により異なる。
1990年代に入ると、Courierは等幅フォントとして、電子機器の世界ではコーディングなど、文字をそろえる必要がある場面で再び使用されるようになった。Courier New 12ポイントは、2004年1月にTimes New Romanに変更されるまで、アメリカ合衆国国務省の標準書体でもあった。この変更は、より「現代的」で「読みやすい」フォントが必要とされたことによる。
ケトラーはCourierという名の由来について語っている。このフォントは当初「Messenger」という名前でリリースされそうになった。単なるメッセンジャーにもなるだろうが、威厳や威信、安定性を感じさせるクーリエになり得るとのことで、Courierの名に決まったという。

## バリエーション

### コーディング向け
デジタルコンピューティングの一般化に伴い、コーディングに役立つ機能を備えたCourier書体のバリエーションが開発された。句読点を大きくし、似ている文字（数字の0と大文字のO、数字の1と小文字のl〈エル〉など）を見分けやすくしたほか、セリフをなくしたものなど、画面上で読みやすくする工夫を施している。現在、Courierの多くの書体では、書体ファミリーの中にコードバージョンを含んでいる。

### IBM Courier
IBMはCourierをPostScript Type 1フォーマットで自由に利用できるようにした。IBM Courierまたは単にCourierと呼ばれ、IBM/MIT X Consortium Courier Typefont agreementの下で利用可能である。IBM特有の文字の中には、オプションでドット付きゼロ（これはIBM 3270ディスプレイコントローラのオプションとして始まったとされる）とスラッシュ付きゼロが含まれている。

### Courier 10 Pitch BT と Courier Code

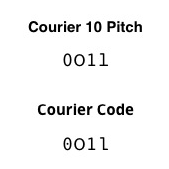
「Courier 10 Pitch」と「Courier Code」の比較。左から順に、ゼロ「0」、大文字の「O」、数字の「1」、小文字の「l（エル）」。

Courier 10 Pitch BTは、ビットストリーム社がデジタルフォントとしてリリースした書体。Courier 10 BTはCourier Newよりも太く、紙に印刷されたオリジナルのCourier活字の見た目に近い。自由に使えるバージョンは、電子機器のシステムフォントとしてよく見られ、ANSI文字セットの255文字をType 1形式で収録している。Courier 10 BTは、Bitstream Charterとともにビットストリーム社からX Consortiumに寄贈されており、ほとんどのLinuxディストリビューションでデフォルトのCourierフォントとなっている。拡張された Pan-European (W1G) 文字セットが、ビットストリーム社によってライセンス供与されている。
Courier Codeは、Courier 10 Pitch BTをプログラミング用に改良したもの。ゼロは大文字のOと区別しやすいようにドット付きになっており、小文字のl（エル）は数字の1と区別しやすいように変更されている。

### Courier New

Courier New

Courier Newは、多くの電子機器に搭載されている。Monotype社が電子機器用に制作した。「IBM Selectric typewriterの “ゴルフボール（タイプボール）” から直接デジタル化し」、タイプライターでインクリボンを使って印字した際に太くなることを考慮しなかったことにより、細身になっている。ClearTypeのレンダリング技術にはスクリーン上でフォントを読みやすくするためのハックが含まれているが、印刷すると細いままである。フォントファミリーには、Courier New、Courier New Bold、Courier New Italic、Courier New Bold Italicがある。
Courier NewはMicrosoft Windows 3.1で導入され、ビットマップフォントが含まれていた。Ascender Corporationからも市販された。
Courier NewはCourierよりも行間が広いのが特徴で、句読点は太く作り直された。2.76 以降のバージョンでは、ヘブライ文字とアラビア文字のグリフが追加され、イタリックでないフォントにはほとんどのアラビア文字が追加されている。アラビア文字グリフのスタイルは、Times New Romanに見られるものと似ているが、等幅に調整されている。Courier Newバージョン5.00には3100以上のグリフが含まれており、1書体あたり2700以上の文字をカバーしている。

## 利用

### アスキーアート
Courierは世界中で一般的な等幅フォントであるため、異なる文字や記号の特徴を利用して模様の明暗を表すアスキーアートによく使われる。下の表は、Courier 12ポイントで対象物を表現するために各文字の明るさの度合いを数値化したもの。
| a  | b  | c  | d  | e  | f  | g  | h  | i  | j  | k  | l  | m  | n  | o  | p  | q  | r  | s  | t  | u  | v  | w  | x  | y  | z  |
| 21 | 25 | 18 | 25 | 24 | 19 | 28 | 24 | 14 | 15 | 25 | 16 | 30 | 21 | 20 | 27 | 27 | 18 | 21 | 17 | 19 | 17 | 25 | 20 | 21 | 21 |

| A  | B  | C  | D  | E  | F  | G  | H  | I  | J  | K  | L  | M  | N  | O  | P  | Q  | R  | S  | T  | U  | V  | W  | X  | Y  | Z  |
| 25 | 29 | 21 | 26 | 29 | 25 | 27 | 31 | 18 | 19 | 28 | 20 | 36 | 24 | 20 | 25 | 28 | 30 | 28 | 24 | 27 | 22 | 30 | 26 | 23 | 24 |

| ` | 1  | 2  | 3  | 4  | 5  | 6  | 7  | 8  | 9  | 0  | - | =  | ~ | ! | @  | #  | $  | %  | ^ | &  | *  | (  | )  | _ | +  |
| 2 | 16 | 19 | 20 | 23 | 23 | 23 | 16 | 26 | 23 | 24 | 6 | 12 | 9 | 9 | 36 | 30 | 26 | 20 | 7 | 24 | 21 | 13 | 13 | 9 | 13 |

| [  | ]  | \ | ;  | ' | , | . | / | {  | }  | \| | : | " | < | > | ?  |
| 17 | 17 | 8 | 11 | 4 | 7 | 4 | 8 | 16 | 16 | 13 | 8 | 8 | 9 | 9 | 13 |

### プログラミング
Courierは一般的な等幅フォントなので、ソースコードを示すのによく使われる。